# Морено Рохас, Самуэль
Самуэль Густаво Морено Рохас (исп. Samuel Gustavo Moreno Rojas, 11 февраля 1960, Майами — 10 февраля 2023, Богота) — колумбийский государственный деятель, сенатор (1991—2006), мэр Боготы (2008—2011).

## Биография
Сын конгрессмена Самуэля Морено Диаса и Марии Евгении Рохас Корреа, дочери 19-го президента Колумбии Густаво Рохаса Пинилья.
Изучал экономику и юриспруденцию в Университете Росарио в Боготе и управление бизнесом в Андском университете, папском университете Хавериана (Pontificia Universidad Javeriana) и Гарвардской школе бизнеса.
В 1982 году вступил в основанную его дедом партию Национальный народный альянс (National Popular Alliance, ANAPO) и до 1985 года был координатором её молодёжного отделения. Координатор Боготы (1985—1987), национальный координатор (1987—2003).
В 1991 году избран сенатором и затем переизбирался трижды (1994, 1998, 2002).
8 июля 2007 года, набрав 43,7 % голосов, был избран мэром Боготы от партии «Альтернативный демократический полюс», в которую вступил в 2003 году. Приступил к исполнению обязанностей с 1 января 2008 года. Подвергался резкой критике за то, что не выполнил ни одного из предвыборных обещаний.
3 мая 2011 года Управлением генерального инспектора Колумбии отстранён от должности в связи с обвинениями в коррупции при заключении городских контрактов. Арестован 23 сентября того же года. В 2016 году признан виновным в присвоении средств бюджета в сумме 2,79 млн колумбийских долларов и приговорён к 24 годам тюремного заключения. В 2022 Верховный суд Колумбии снизил срок наказания до 11 лет и 10 месяцев.
Умер от остановки сердца 10 февраля 2023 года, за день до 63-летия. Его сразу доставили в военный госпиталь, но попытки реанимации оказались безуспешными.
Семья: жена Кристина Гонсалес, сыновья Матео и Самуэль.